# 倪塞伊得斯

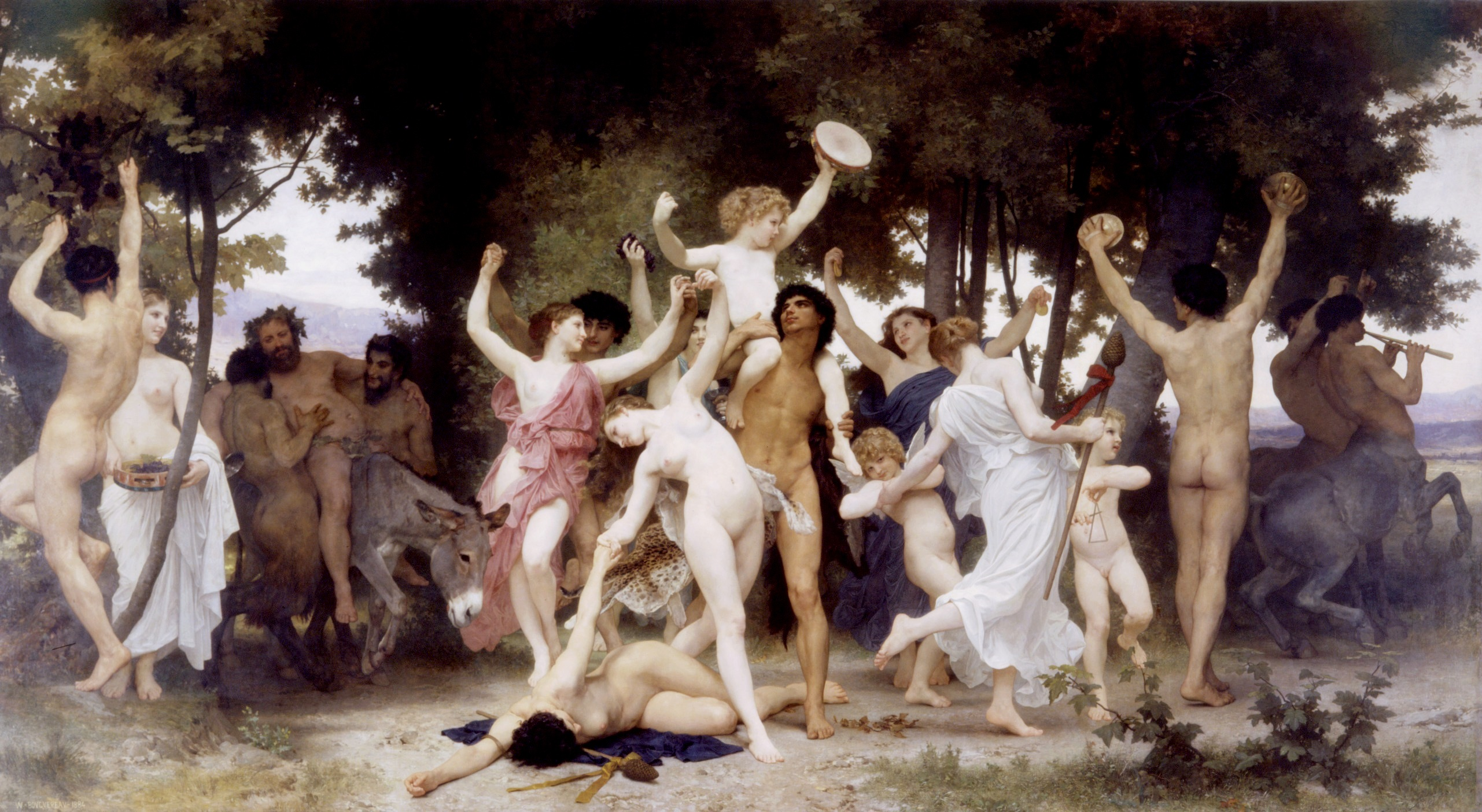
《年幼的巴克科斯》（The Youth of Bacchus, 1884），法国画家威廉·阿道夫·布格罗所绘的油画。画中描绘了年幼的狄俄倪索斯正在与倪萨山上的众仙女们载歌载舞。

倪塞伊得斯（又叫做倪西阿得斯）是希腊神话中居住在倪萨山上的宁芙仙女们。
她们在倪萨山上抚养了幼小的狄俄倪索斯（罗马神话叫做巴克科斯），为了逃避天后赫拉的迫害，她们将狄俄倪索斯乔装打扮为女孩子的模样，好以掩人耳目。后来她们受到天父宙斯的嘉奖，把她们安置于群星星座之中。阿特拉斯的女儿—普勒阿得斯七姊妹和许阿得斯七姊妹也以倪塞伊得斯之名抚养过狄俄倪索斯。
倪塞伊得斯姊妹的人数也不确定，时而5人或6人，也有的说是7人。她们的名字如下：
- 喀塞伊斯（Cisseis）、倪萨（Nysa）、厄剌托（Erato）、厄里菲亚（Eriphia）、布罗弥斯（Bromis）、波吕许谟诺（Polyhymno）[1]
- 阿耳西诺厄（Arsinoe）、安布罗西亚（Ambrosia）、布罗弥亚（Bromia）、喀塞伊斯（Cisseis）、科罗尼斯（Coronis）[1]
- 安布罗西亚（Ambrosia）、欧多拉（Eudora）、珀狄勒（Pedile）、科罗尼斯（Coronis）、波吕克索（Polyxo）、费托（Phyto）、梯厄涅（Thyone）[2]